# PGC 35080
LEDA/PGC 35080 ist eine Spiralgalaxie vom Hubble-Typ Sdm im Sternbild Großer Bär am Nordsternhimmel. Sie ist schätzungsweise 90 Millionen Lichtjahre von der Milchstraße entfernt.

Gemeinsam mit NGC 3648, NGC 3652, NGC 3658, NGC 3665, PGC 35039 und PGC 35124 bildet sie die NGC 3665-Galaxiengruppe.